# 올-인-원더
올-인-원더(All-in-Wonder, 줄여서 AIW)는 ATI 테크놀로지스가 설계된 그래픽 카드/TV 수신 카드 결합판이었다. 1996년 11월 11일 도입되었다. ATI는 과거에 다른 그래픽 카드들에 "원더"(Wonder)라는 상표를 사용했었으나 해당 카드들은 온전한 TV/그래픽스 콤보 카드들(EGA 원더, VGA 원더, 그래픽스 원더)은 아니었다. ATI는 또한 "원더"라는 단어를 사용한 다른 TV 지향 카드들(TV 원더, HDTV 원더, DV 원더), 리모컨(리모트 원더)도 개발했다. 올-인-원더 계열은 레이지 칩셋 시리즈와 함께 데뷔하였다. 이 카드들은 2가지 형태로 구매가 가능했는데, 하나는 타사 제조업체들에 의해 개발된 형태("Powered by ATI"로 표기), 다른 하나는 ATI가 직접 제조한 형태("Built by ATI"로 표기)이다.
올-인-원더 라데온 카드들은 제각기 보드에 추가 기능을 통합한 라데온 칩셋에 기반을 두고 있다. AIW 카드들은 발열과 전력소비량을 줄이기 위해 전통적인 카드들보다 더 낮은 클럭 속도로 동작한다.(더 빠르거나 속도가 동일한 AIW 9600XT/AIW X800XT는 예외) 2008년 6월, AMD는 HD 모델로 이 제품 계열을 부활시켰다.

## 액세서리

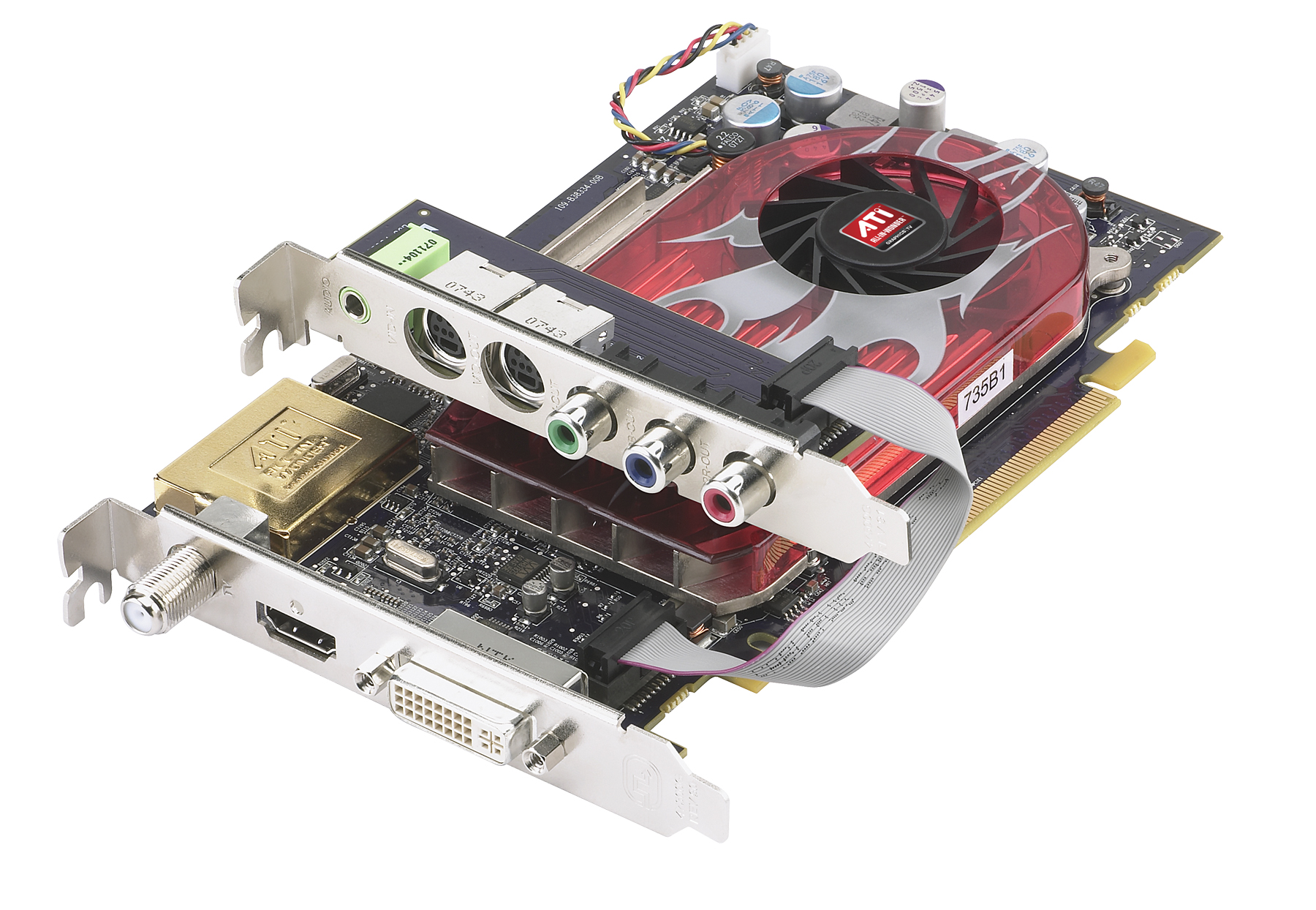
액세서리 키트가 포함된 올-인-원더 HD 그래픽스 및 TV 튜너 카드

이 카드들은 텔레비전 출력을 제공하기 위해 옆면에 다양하고도 특수한 포트들을 사용하며, 리테일 버전의 경우 컴포지트 포트들과 컴포넌트 출력 기능을 제공한다. 이후 제품들은 또한 리모트 원더 리모컨, USB RF 수신기가 동봉되어 있어서 원격지에서 무선 주파수 신호를 수신할 수 있다. 일부 올-인-원더 변종에는 FM 라디오 튜닝 기능도 포함되었다. 일부 아날로그 기반 튜너들은 TV 리스팅을 위해 Gemstar의 가이드 플러스+ 전자 프로그램 안내(EPG)가 포함되었으며 디지털 기반 튜너들은 타이탄TV를 대신 사용하였다.

## 드라이버
AIW 카드 드라이버는 추가 T200 통합 스트림 드라이버들과 함께 ATI의 카탈리스트 드라이버에 기반을 둔다. 현재 이 카드로 TV 캡처를 완전히 지원하는 유일한 운영 체제는 마이크로소프트 윈도우 XP, 2000, 98, 95이다. 리눅스 상에서 디스프렐이 드라이버들이 동작하며 TV 캡처는 GATOS 프로젝트와 함께 일부 카드에서 지원된다.

## 라인업
| 리테일 이름                    | 기반 칩셋       | 종류               | 디지털/아날로그 신호   | AVIVO | 사용 가능한 인터페이스 | 도입일                                                |
| ------------------------------ | --------------- | ------------------ | ---------------------- | ----- | ---------------------- | ----------------------------------------------------- |
| All-in-Wonder HD               | Radeon HD 3650  | (Generic only)     | Digital/analog         | Yes   | PCI 익스프레스 2.0     | 2008년 6월 26일                                       |
| All-in-Wonder X1900            | Radeon X1900    | (Generic only)     | Digital/analog         | Yes   | PCI 익스프레스         | 2006년 1월 24일                                       |
| All-in-Wonder X1800 XL         | Radeon X1800 XL |                    | Digital/analog         | Yes   | PCI Express            | 2005년 11월 21일                                      |
| All-in-Wonder 2006 PCI Express | Radeon X1300    | (Generic only)     | Digital/analog         | Yes   | PCI Express            | 2005년 12월 22일                                      |
| All-in-Wonder X800             | Radeon X800     | GT, XL, XT         | Analog(/digital on GT) | No    | PCI Express, AGP       | 2004년 9월 9일 (XT)                                   |
| All-in-Wonder X600 Pro         | Radeon X600 Pro |                    | Analog                 | No    | PCI Express            | 2004년 9월 21일                                       |
| All-in-Wonder 9800             | Radeon 9800     | SE, Pro            | Analog                 | No    | AGP                    | 2003년 4월 7일                                        |
| All-in-Wonder 9700             | Radeon 9700 Pro | Regular, Pro       | Analog                 | No    | AGP                    | 2002년 9월 30일 2003년 2월 25일 (Europe, Pro variant) |
| All-in-Wonder 9600             | Radeon 9600     | XT, Pro, Regular   | Analog                 | No    | AGP                    | 2003년 8월 5일 (Pro) 2004년 1월 6일 (Regular, XT)     |
| All-in-Wonder 2006 Edition     | Radeon 9600     |                    | Analog                 | No    | AGP                    | 2006 ?                                                |
| All-in-Wonder 9200             | Radeon 9200     |                    | Analog                 | No    | AGP, PCI               | 2004년 1월 26일                                       |
| All-in-Wonder 9000 Pro         | Radeon 9000 Pro |                    | Analog                 | No    | AGP                    | 2003년 3월 31일                                       |
| All-in-Wonder Radeon 8500      | Radeon 8500     | Regular, 128MB, DV | Analog                 | No    | AGP                    | 2001년 8월 30일 (DV)                                  |
| All-in-Wonder Radeon 7500      | Radeon 7500     |                    | Analog                 | No    | AGP                    | 2002년 1월 22일                                       |
| All-in-Wonder VE               | Radeon 7500     |                    | Analog                 | No    | PCI                    | 2002년 12월 2일 2003년 2월 25일 (Europe)              |
| All-in-Wonder Radeon           | Radeon 7200     |                    | Analog                 | No    | AGP, PCI               | 2000년 7월 31일                                       |
| All-in-Wonder 128              | 3D Rage 128     | Regular, Pro       | Analog                 | No    | AGP, PCI               | 1999년 1월 25일                                       |
| All-in-Wonder Pro              | 3D Rage Pro     |                    | Analog                 | No    | AGP, PCI               | 1997년 10월 20일                                      |
| All-in-Wonder                  | 3D Rage II+     | 2MB, 4MB           | Analog                 | No    | PCI                    | 1996년 11월 11일                                      |

## 같이 보기
- ATI 원더 시리즈
- AMD 그래픽 처리 장치 목록